# Hochschule für Musik und Theater Rostock

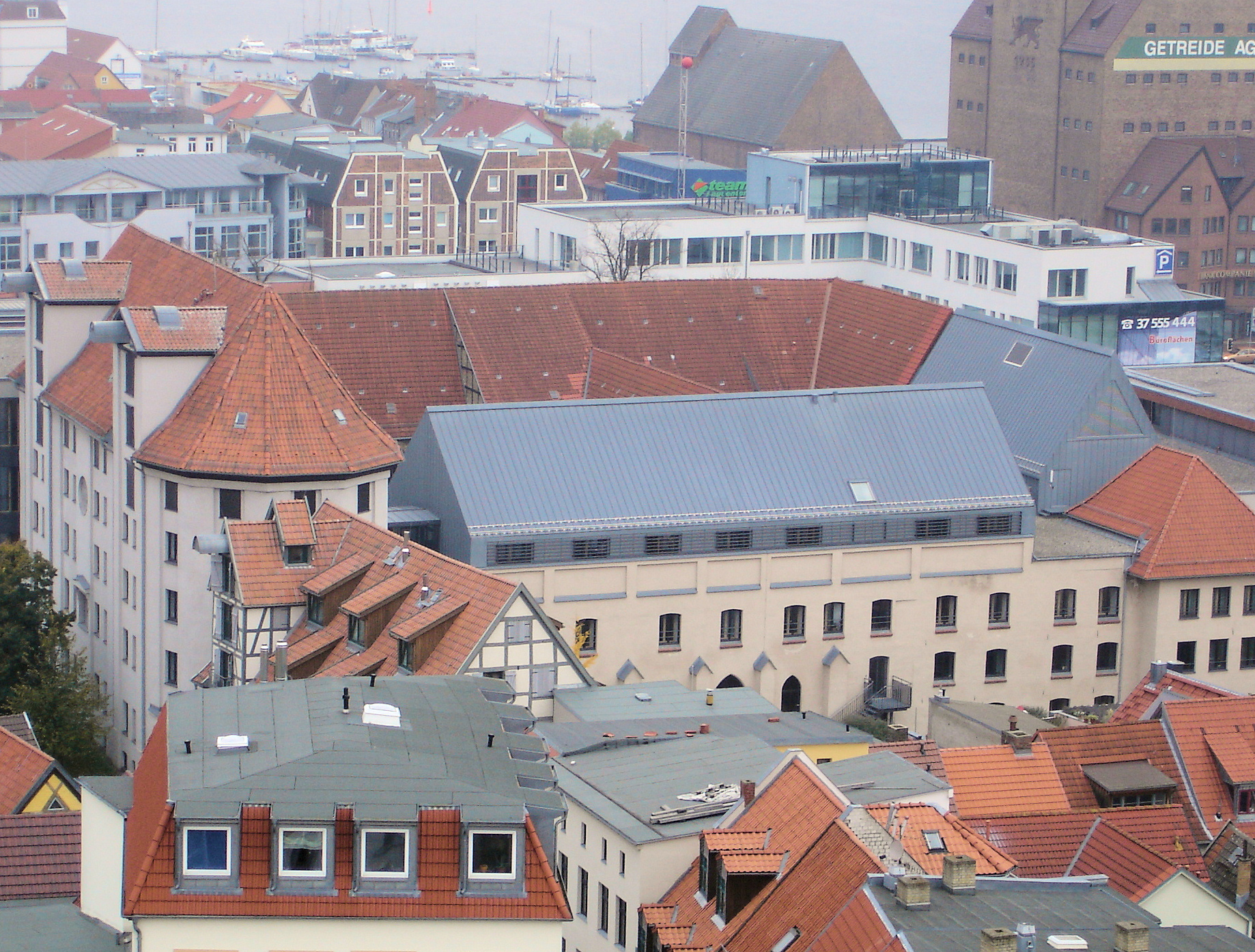
hmt Rostock im historischen Katharinenkloster, Vogelperspektive

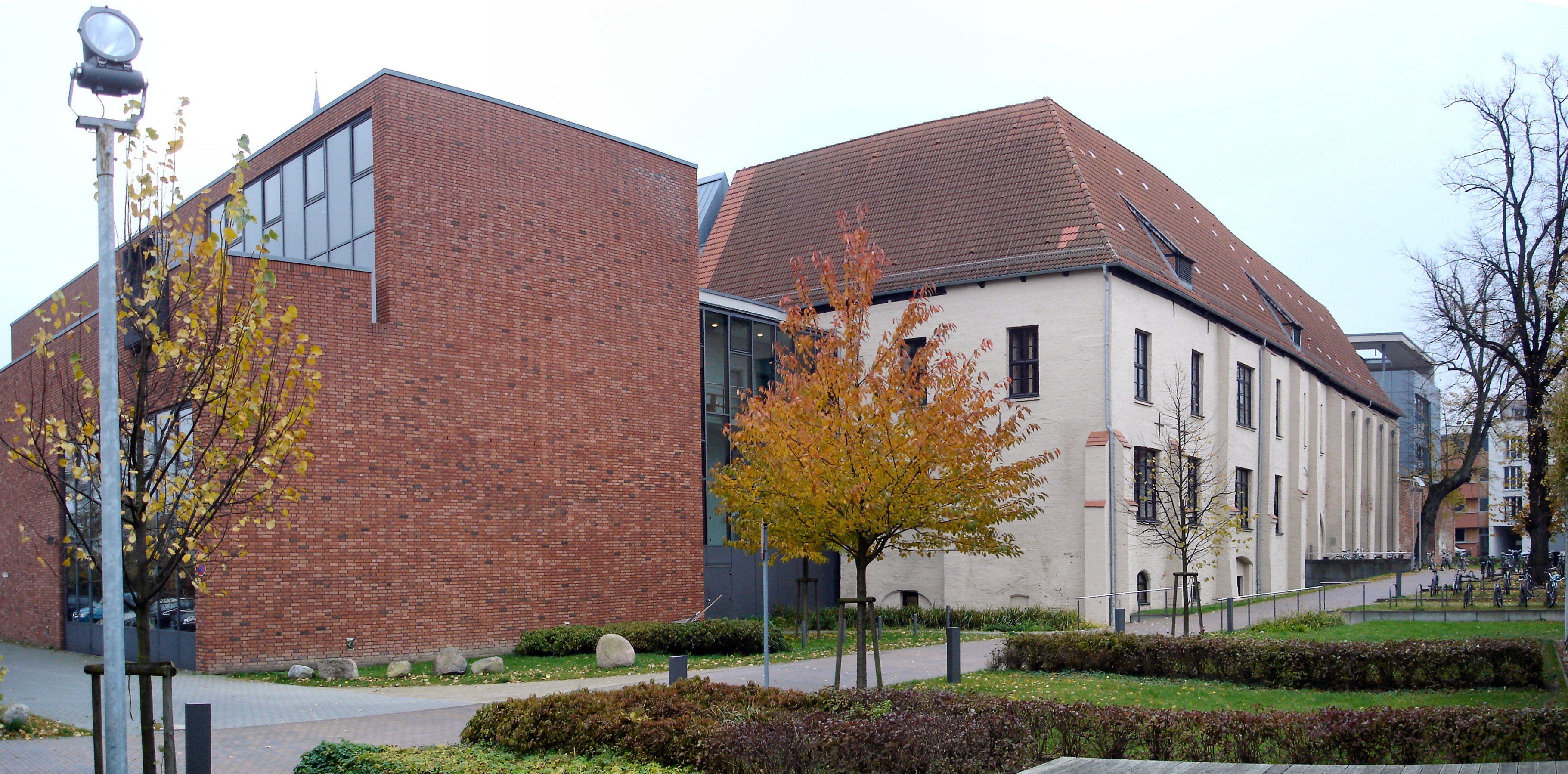
hmt Rostock

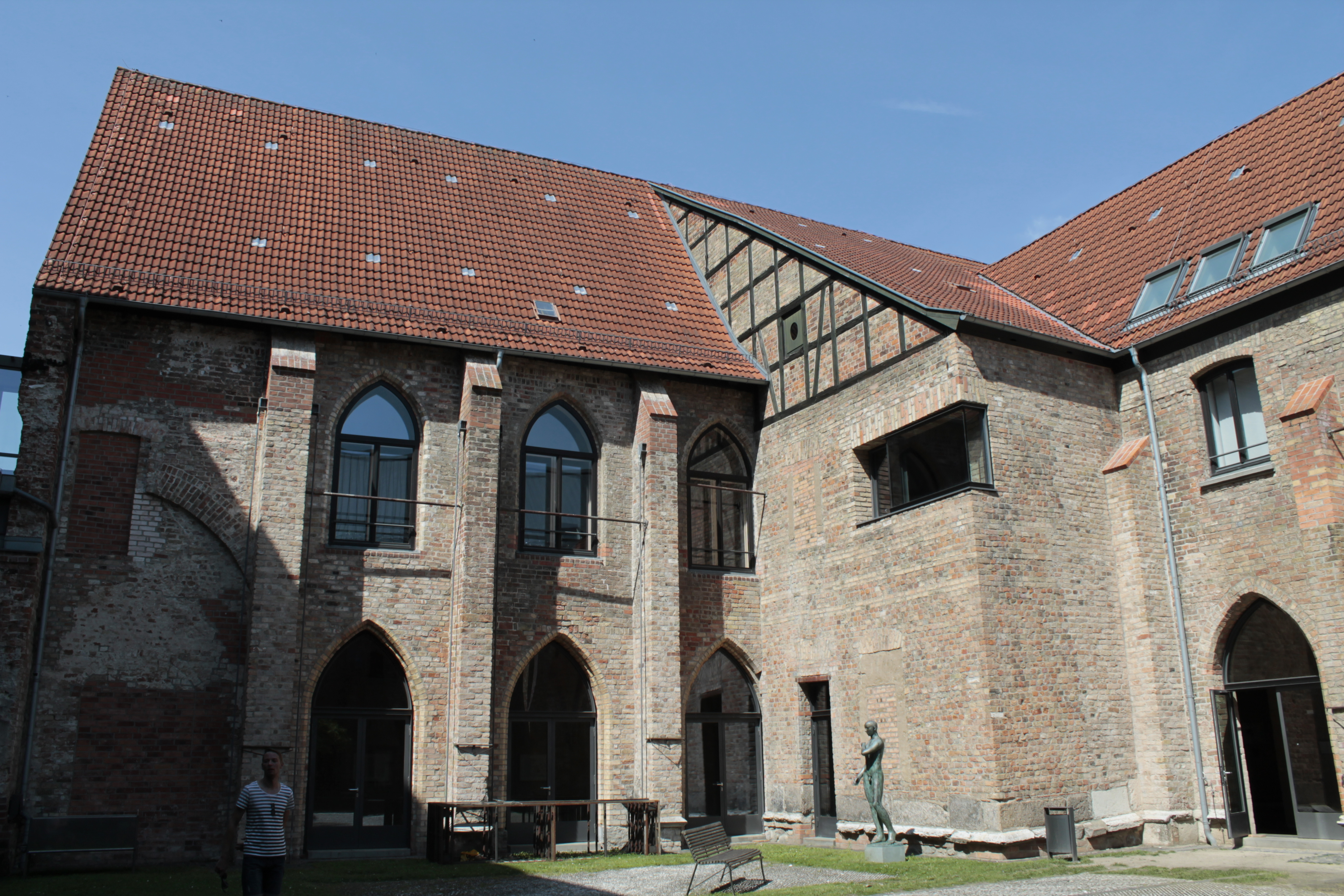
Innenhof der hmt

Die Hochschule für Musik und Theater Rostock (hmt) wurde 1994 gegründet und hat seit 2001 ihren Sitz im ehemaligen Katharinenkloster in der Hansestadt Rostock. Sie ist eine internationale Ausbildungsstätte in den Bereichen Musik, Schauspiel, Lehramt Musik, Lehramt Theater (Darstellendes Spiel) sowie Musikwissenschaft. Die knapp 550 Studenten kommen aus 30 Nationen.

## Geschichte
1947 wurde in Rostock eine Hochschule für Musik, Theater und Tanz gegründet. Die Leitung hatte der Komponist Rudolf Wagner-Régeny. Diese Hochschule wurde später Außenstelle der Berliner Hochschule „Hanns Eisler“. Im Jahr 1968 erfolgte die Gründung der „Staatlichen Schauspielschule Rostock“, die in den 1980er Jahren an die Hochschule für Schauspielkunst „Ernst Busch“ Berlin angegliedert wurde. Mit der Jahreswende 1990/1991 wurde sie dort wieder ausgegliedert und als „Hochschule für Schauspielkunst“ vom Bundesland Mecklenburg-Vorpommern weitergeführt. Aus diesen Traditionen heraus wurde am 12. Januar 1994 die jetzige eigenständige künstlerische Hochschule geschaffen, die Musik- und Schauspielausbildung vereinte. Der Gründungsrektor war Wilfried Jochims, der vorher an der Hochschule für Musik Köln tätig war.
Die Unterbringung gestaltete sich zunächst schwierig. In einer ehemaligen Sonderschule am Bussebart und in der Ulmenstraße untergebracht, waren die Platzverhältnisse sehr beschränkt für die wachsende Zahl der Studenten. Im April 2001 konnten neue Räume in dem von Jons Reimann rekonstruierten und umgebauten ehemaligen Katharinenkloster in der östlichen Altstadt Rostocks bezogen werden.
Die Hochschule ist Veranstaltungsort für vielfältige Konzerte. Über 300 Vorstellungen finden im Jahr mit Beteiligung von Lehrenden und Studierenden statt.

## Erweiterungsbau
Im August 2022 begannen die Erdarbeiten für einen Erweiterungsbau mit 2.063 m², da der 2001 bezogene Katharinenstift nicht mehr für die Anzahl der Studenten ausreichend ist. In absehbarer Zeit soll Studentenzahl weiter steigen. Aufgrund des Platzmangels mussten Probenräume der Abteilung Pop- und Weltmusik in Marienehe (An der Jägerbäk 4) untergebracht sowie Büroräume für die Verwaltung in der Nähe des Hauptgebäudes (Grubenstraße 20) angemietet werden. Mit der geplanten Fertigstellung im Sommer 2025 werden alle Bereiche wieder auf dem Hochschulcampus zusammengeführt.
Das Land Mecklenburg-Vorpommern hat 15 Millionen Euro für die Finanzierung bewilligt.
Der Neubau umschließt das bestehende Bühnengebäude (auf der Nordseite) auf drei Seiten und bietet Platz für Büroräume, Einzelunterrichts- und Übungsräume, Seminar- und Unterrichtsräume, eine Probenbühne, eine neue Mensa mit Außenbereich in Form einer Dachterrasse, Sanitärbereiche, Teeküchen, Lager und Technikflächen. Er soll sich schlicht und funktional in das Bestandsgebäude einfügen. Des Weiteren soll eine Photovoltaikanlage mit 120 Modulen (49,2 kWp) auf dem Dach errichtet werden, die die vollständige Eigenversorgungen ermöglichen wird und zusammen mit Dämmungen sowie dreifachverglasten Fenstern jährlich 20.500 kg CO² einsparen soll.
Der Grundstein wurde am 6. Oktober 2023 durch Finanzminister Heiko Geue, Wissenschaftsministerin Bettina Martin, Rektor Benjamin Lang und Kanzler Frank Ivemeyer gelegt. Am 18. September 2024 fand das Richtfest in Anwesenheit von „Stefan Wenzel, Abteilungsleiter Staatshochbau und Liegenschaften in Vertretung für Finanzminister Heiko Geue, Rektor Benjamin Lang, Kanzler Frank Ivemeyer, dem Vorsitzenden des Hochschulrates Hans-Robert Metelmann und in Vertretung von Wissenschaftsministerin Bettina Martin der Leiter der Abteilung 'Wissenschaft und Forschung, Hochschulen' Woldemar Venohr“ statt. Das Staatliche Bau- und Liegenschaftsamt (SBL) Rostock aus dem Geschäftsbereich des Finanzministeriums ist für die Baumaßnahme verantwortlich. Die Kosten belaufen sich laut hmt auf 22,9 Millionen Euro.

## Rektoren
- 1994–2001 Wilfried Jochims
- 2001–2004 Hartmut Möller
- 2004–2012 Christfried Göckeritz
- 2012–2019 Susanne Winnacker
- 2019–2020 Oliver Krämer (interimsweise)
- 2020–2023 Reinhard Schäfertöns
- seit 2023 Benjamin Lang

## Hochschulrat
In der Amtsperiode 2022–2026 gehören Daniel Barenboim, Ursula Haselböck, Sigrid Keler, Sebastian Nordmann, Horst Rahe, Armin Mueller-Stahl und Matthias von Hülsen dem Hochschulrat der hmt Rostock an. Ab April 2023 sind hinzugekommen: Hans Robert Metelmann und Wolfgang Schareck.

## Angebotene Studiengänge
- Bachelor of Music für alle Orchesterinstrumente, Klavier, Gesang, Gitarre, Korrepetition, Orchesterdirigieren, Komposition, Musiktheorie sowie Pop- und Weltmusik mit Klassik instrumental und vokal
- Master of Music für alle Orchesterinstrumente, Klavier solo und Klavierduo, Kammermusik (Liedgestaltung oder Instrumentalensemble), Gesang, Gitarre, Komposition, Musiktheorie, Orchesterdirigieren, Korrepetition, Musikpädagogik
- Künstlerische Ausbildung mit Abschluss Konzertexamen
- Lehramt Musik (Staatsexamen)
- Lehramt Theater (Darstellendes Spiel)
- Musikwissenschaft (Master of Arts)
- Schauspiel (Diplom)

## Bibliothek
Die Bibliothek der hmt Rostock umfasst etwa 39.000 Musikalien sowie ca. 13.500 Bücher und Zeitschriften, außerdem etwa 7.500 Tonträger und Bildtonträger. Sie richtet sich vorrangig an die Hochschulangehörigen, ist aber auch für die Öffentlichkeit zugänglich.

## Frühförderung musikalisch hochbegabter Kinder und Jugendlicher
Die Young Academy Rostock besteht seit 2008 als Internationales Zentrum für musikalisch Hochbegabte. Unterstützt von Daniel Barenboim als Schirmherr werden junge Nachwuchstalente aus dem In- und Ausland ausgebildet und betreut. Das gestufte Förderkonzept wurde in enger Zusammenarbeit mit dem Landesverband der Musikschulen in Mecklenburg-Vorpommern entwickelt und schrittweise realisiert. Leiter der Young Academy Rostock ist Stephan Imorde.

## Absolventen
- Ines Thomas Almeida (* 1976), Sängerin
- Michael Barenboim (* 1985), Violinist
- Susanne Bormann (* 1979), Schauspielerin
- Mathilde Bundschuh (* 1994), Schauspielerin
- Caspar Frantz (* 1980), Pianist
- Caspar de Gelmini (* 1980), Komponist und Videokünstler
- Claudia Graue (* 1981), Schauspielerin
- Andreas Grötzinger (* 1974), Schauspieler und Hörspielsprecher
- Olaf Hilliger (* 1962), Regisseur, Musiker und Schauspielprofessor
- Sonja Hilberger (* 1968), Schauspielerin und Regisseurin
- Matthias Horbelt (* 1968), Schauspieler und Filmemacher
- Gordon Kampe (* 1976), Komponist
- Pauline Knof (* 1980), Schauspielerin
- Alexander Koll (* 1980), Schauspieler und Hörspielsprecher
- Shenja Lacher (* 1978), Schauspieler
- Benjamin Lang (* 1976), Komponist
- Johannes Merz (* 1983), Schauspieler
- Liv Migdal (* 1988), Violinistin
- Stefan Mocker (* 1972), Schauspieler
- Anne Moll (* 1966), Schauspielerin und Synchronsprecherin
- Orhan Müstak (* 1984), Schauspieler
- Martin Nimz (* 1956), Schauspieler und Regisseur
- Daniel Ochoa (* 1979), Sänger
- Ramón Ortega Quero (* 1988), Oboist
- Wanda Perdelwitz (* 1984), Schauspielerin
- Tom Radisch (* 1982), Schauspieler und Synchronsprecher
- Anne Ratte-Polle (* 1974), Schauspielerin
- Ralf Reitel (1951–1987), Schauspieler
- Maike Johanna Reuter (* 1989), Schauspielerin
- Anne Rieckhof (* 1989), Schauspielerin
- Nadja Robiné (* 1980), Schauspielerin
- Sanne Schnapp (* 1972), Schauspielerin
- Sönke Schnitzer (* 1984), Schauspieler und Theaterregisseur
- Daniela Schober (* 1977), Schauspielerin
- Nicoline Schubert (* 1976), Schauspielerin
- Anna Schumacher (* 1980), Schauspielerin
- August Schram (* 1979), Sänger
- Alina Shalamova und Nikolay Shalamov, Klavierduo
- Jörg Simonides (* 1956), Schauspieler
- Jan Simowitsch (* 1980), Pianist
- Janka Simowitsch (* 1987), Pianistin
- Baiba Skride (* 1981), Violinistin
- Johannes Richard Voelkel (* 1971), Schauspieler
- Teresa Weißbach (* 1981), Schauspielerin
- Jing Xiang (* 1993), Schauspielerin